# Xysticus rugosus
Xysticus rugosus là một loài nhện trong họ Thomisidae.
Loài này thuộc chi Xysticus. Xysticus rugosus được miêu tả năm 1964 bởi Buckle & Redner.